# Richard Willstätter
Richard Martin Willstätter (Karlsruhe, 1872. augusztus 13. – Muralto, Ticino kanton, 1942. augusztus 3.) német vegyész. 1915-ben kémiai Nobel-díjban részesült „növényi pigmenteket, főleg a klorofillt érintő kutatásaiért”.

## Tanulmányai
Richard Willstätter 1872. augusztus 13-án Karlsruhében született, zsidó családban, Max Willstätter textilkereskedő és felesége, Sophie Ulmann második fiaként. Mikor Richard tizenegy éves volt, apja New Yorkba utazott, hogy újabb üzleteket kössön; a rövidre szánt tartózkodásból végül 17 év lett. Felesége és gyermekei Nürnbergbe költöztek a nagyszülőkhöz. Mivel latinból nem jeleskedett, a természettudományokból viszont jó volt, anyja a nürnbergi reálgimnáziumba íratta be.
1890-től a 18 éves Willstätter a Müncheni Egyetemen tanult kémiát, de hallgatott előadásokat a Műszaki Főiskolán is. 1893-ban elkezdte a doktori iskolát Alfred Einhorn laboratóriumában. Egyik tanára Németország akkor legjobb szerves kémikusa, a leendő Nobel-díjas Adolf von Baeyer volt. Willstätter egy év alatt befejezte doktori kutatásait, utána pedig az egyetemen maradt oktatóként és megszerezte „Privatdozent”-i kinevezését.

## Pályafutása
Einhorn a kokain kémiai tulajdonságait vizsgálta és Willstätter kétségbe vonta az általa támogatott kémiai szerkezet-változatot. Einhorn megtiltotta neki, hogy a kokainnal foglalkozzon, ezért Baeyer jóváhagyásával egy rokon vegyület, a tropin szerkezetét derítette fel. Eredményei alapján bebizonyította, hogy a kokain szerkezete sem lehet olyan, amilyennek akkor általánosan elfogadták: emiatt Einhorn nem volt hajlandó szóbaállni vele egész müncheni tartózkodása folyamán. 1902-ben  Willstätter professor extraordinarius-i kinevezést kapott. Baeyer, akinek szintén voltak zsidó ősei, azt tanácsolta neki, hogy keresztelkedjen meg, hogy elkerülje a vallása miatt karrierje útjában álló akadályokat; Willstätter azonban ezt elutasította.
1905-ben Willstätter elfogadta a zürichi Szövetségi Műszaki Főiskola (Eidgenössische Technische Hochscuhle) által felajánlott kémiaprofesszori pozíciót. Már Münchenben elkezdte tanulmányozni a klorofill tulajdonságait, de jelentős eredményeket csak Svájcban ért el. Kimutatta, hogy valamennyi növényfajban (és több mint kétszázat megvizsgált) ugyanaz a klorofill található, egy kékeszöld és egy sárgászöld változat 3:1 arányú keveréke. Bebizonyította, hogy a korábban az analízis során a klorofillban talált magnéziumion nem szennyeződés következménye, hanem a molekula szerves része, amelyet az hasonlóan köt meg, mint a hemoglobin a vasat. Úttörő munkája lehetővé tette, hogy később Hans Fischer megállapítsa a klorofill részletes szerkezeti képletét. 

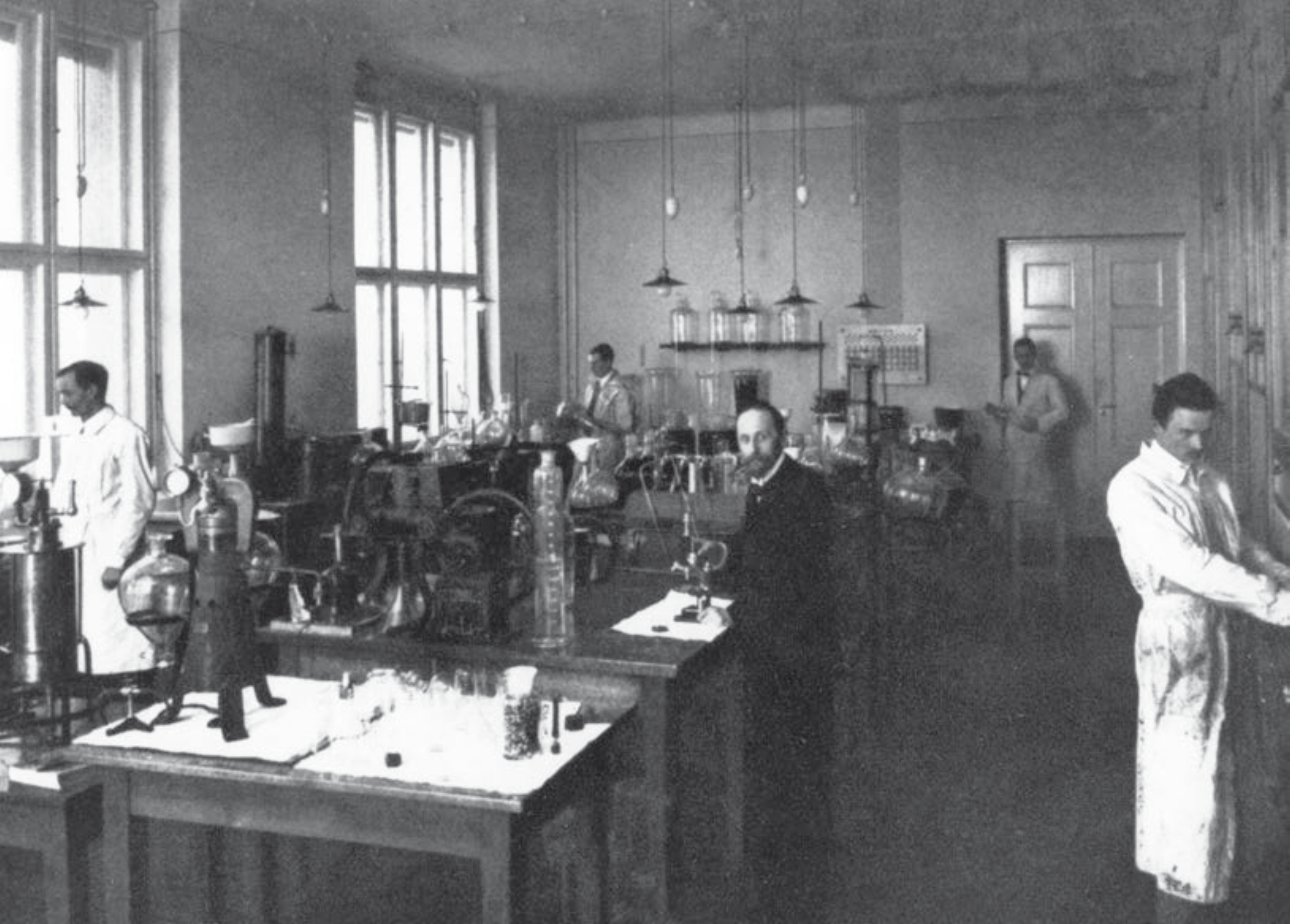
Richard Willstätter a laboratóriumban (1913)

1908-ban felesége vakbélgyulladásába belehalt, Willstätter pedig gyászát a munkába temette; önéletrajzában leírta, hogy ezután tíz évig nem ment szabadságra. Klorofillos munkája mellett dolgozott a növények színanyagait adó karotinoidokkal, kinonokkal és a textiliparban nagy jelentőséggel bíró anilin-anilinfekete oxidáció mechanizmusával.
1911-ben visszatért Németországba, mint a berlini Vilmos császár Kémiai Intézet (Kaiser-Wilhelm-Institut für Chemie) igazgatója. Intézete mellett volt a Fiziko-kémiai és Elektrokémiai Intézet, melyet Fritz Haber vezetett, és a két igazgató között tartós barátság szövődött.
Berlinben a virágok színét adó antociánokat kezdte el kutatni, 1913–16 között 18 cikket közölt ebben a témában. Kimutatta, hogy a virágok, illetve bogyós gyümölcsök élénk piros és kék színét három rokon vegyület, a cianidin, a pelargonidin és a delfinidin adja, és ezek színe a pH-tól függ.

### Az első világháborúban
1915-ben Fritz Haber, aki a német vegyifegyver-kutatásokat vezette, felkérte Willstättert, hogy dolgozzon ki egy hatékony gázálarcot, amely képes semlegesíteni a klórgáz és a foszgén hatását. Willstätter öt hét alatt elkészítette aktív szénnel és urotropinnal működő készülékét, amelyet aztán rendszeresítettek a hadseregben. Ezért a munkájáért másodosztályú Vaskereszttel tüntették ki. Friedrich Bergiusszal közösen kidolgozott egy módszert a cellulóz sósavas hidrolízisére, hogy a keletkező cukorból alkoholt gyárthassanak. A később tökéletesített módszert ma is Bergius-Willstätter folyamatként ismerik.
Szintén 1915-ben a klorofillon végzett munkájáért Willstätternek ítélték az az évi kémiai Nobel-díjat. A háború miatt nem utazhatott Stockholmba a díjátadásra, azért csak a háború után, 1920-ban tudta átvenni az érmet, együtt a többi német díjazottal, Max Planckkal, Fritz Haberrel, Max von Lauéval és Johannes Starkkal.
1916-ban átvette Baeyer helyét a Müncheni Egyetemen, mint professzor és a kémiai intézet igazgatója. A 20-as években az enzimeket kezdte tanulmányozni és új módszert dolgozott ki tisztításukra, de elmélete, miszerint az enzimek kis molekulák, melyek nagy fehérjékhez tapadnak, végül tévesnek bizonyult. 

### Lemondása
Münchenben, akárcsak másfél évtizeddel korábban, újból megtapasztalta az erősödő antiszemitizmust, ami végül 1924-ben a lemondásához vezetett. Döntéséhez a végső érvet az az eset szolgáltatta, amikor az egyetem zsidósága miatt nem volt hajlandó kinevezni Victor Goldschmidt geokémikust professzorrá, pedig elődje kifejezetten őt ajánlotta a posztra. Lemondása után diákjai és a tanszék kérte, hogy gondolja meg magát, de Willstätter ragaszkodott döntéséhez. Ezután is segítette tanácsaival korábbi tanítványai kutatásait, de csak telefonon, az egyetemi laboratóriumba nem tette be a lábát.
1938-ra a zsidók helyzete Németországban tűrhetetlenné vált. Willstätter ennek ellenére nem akarta elhagyni az országot, de végül miután zaklatta a Gestapo, elkobozták műgyűjteményét és vagyona nagy részét, 1939 márciusában egy volt tanítványa segítségével Svájcba menekült, és Locarno mellett, Muraltóban telepedett le.

## Családja
Richard Willstätter 1903 tavaszán ismerkedett meg Sophie Leserrel, és ugyanazon év nyarán feleségül vette. 1904-ben megszületett fiuk, Ludwig, 1906-ban pedig lányuk, Margarete. Felesége 1908-ban halt bele vakbélgyulladásába, fia pedig 1915-ben, feltehetően cukorbetegség miatt hunyt el.
Richard Willstätter 1942. augusztus 3-án halt meg álmában, szívroham következtében, 69 éves korában.